# Samoa nos Jogos Paralímpicos de Verão de 2000
Samoa participou dos Jogos Paralímpicos de Verão de 2000, que foram realizados na cidade de Sydney, na Austrália, entre os dias 18 e 29 de outubro de 2000.
A nação, com apenas um único integrante, não conquistou nenhuma medalha nesta edição das Paralimpíadas. Mose Faatamala competiu no atletismo, nas categorias 100 m T46 e Javelin F46 masculino..